# Nu ka' det vist ik' bli' meget bedre
Nu ka' det vist ik' bli' meget bedre det andet studiealbum fra  den jyske musikgruppe De Nattergale. Flere af sangene er skrevet på samme melodi, som kendte sange fra andre kunstnere.
Albummet toppede Tjeklistens Album Top 20 som #4, og tilbragte i alt 25 uger på listen.

## Trackliste
1. "Åh, Karen" ("Oh, Carol")
2. "Jeg husker det som var det i går"
3. "Gurli, hold li'e mund"
4. "Nr. Et" ("Opus One")
5. "Er du dus med himlens fugle"
6. "Gule Ærter"
7. "Uha, Da-Da"
8. "Nå ja, - hva' skidt"
9. "A' da ligeglad" ("Ain't Misbehavin'")
10. "Kaffe"
11. "Schön ist es…"

## Medvirkende
- Viggo Sommer – vokal, bas
- Carsten Knudsen – vokal, guitar, trommer
- Uffe Rørbæk Madsen – vokal, klaver, trommer